# 朴鉉錫
朴鉉錫（韓語：박현석），韓國電視劇導演。

## 作品

### 電視劇
- 2009年：KBS《天下無敵李平岡》
- 2011年：KBS《Drama Special－完美間諜》
- 2011年：KBS《公主的男人》
- 2015年：KBS《SPY》
- 2016年：KBS《任意依戀》
- 2017年：KBS《個人主義者智英小姐》
- 2018年：KBS《國標舞女孩》
- 2020年：tvN《秘密森林2》
- 2021年：tvN《Hometown》
- 2023年：Netflix《盜賊之歌》

## 外部連結
- 朴鉉錫在NAVER上的资料